# Венеція (футбольний клуб)
«Венеція» (італ. Venezia) — професійний італійський футбольний клуб з однойменного міста. Виступає в елітній Серії А. Домашні матчі проводить на стадіоні «П'єрлуїджі Пенцо», який вміщує 11 150 глядачів.

## Історія

Логотип клубу у 2015—2017 роках.

Футбольний клуб «Венеція» (Venezia Foot Ball Club) було засновано 14 грудня 1907 року двома місцевими футболістами: Палестрою Марціале та Константіно Реєром. Першим президентом клубу став Давид Фано. Команда грала на стадіоні «Кампо Сан Бартоломео». У 1919 році клуб змінив назву на Associazione Calcio Venezia.
Найуспішнішим часом для «Венеції» став початок 1940-х років, коли клуб двічі грав у фіналі Кубку Італії. У 1941 році команда стала володарем кубку, здолавши у двоматчевому фіналі «Рому» (3-3, 1-0). Переможцями кубку стали декілька гравців, яким пізніше судилося стати частиною великого «Торіно» і загинути у авіакатастрофі на Суперзі — Валентіно Маццола та Еціо Лоїк. За атакувальний тандем Лоїк — Маццола у 1942 році тодішній власник «Торіно» Ферручо Ново не пошкодував мільйон лір. В сезоні 1941-42 «Венеція» досягла свого поки що найкращого результату в Серії А, посівши третю сходинку у підсумковій таблиці.
Більшу частину своєї історії команда провела у двох найвищих дивізіонах Італії. У 1987 році «Венецію» врятував від банкрутства італійський футбольний менеджер і підприємець Мауріціо Дзампаріні. Щоб зберегти клуб він придумав схему, у яку увійшло об'єднання команди з іншим місцевим клубом «Местре». Дзампаріні допоміг клубу реконструювати свій стадіон і вивів команду в Серію А. Але після відмови керівництва міста видати йому землю під будівництво нового стадіону Дзампаріні покинув клуб. Останній виліт із Серії А стався у 2002 році. Після цього почався занепад клубу.
За підсумками сезону 2020-21 клуб повернувся до Серії А вперше за 19 років, перемігши у плей-оф «К'єво» (3:2 після додаткового часу), «Лечче» (1:0 та 1:1) та «Читаделлу» (1:0 та 1:1).

## Поточний склад
Станом на 23 лютого 2025
| №  | Поз. | Нац.         | Гравець                                      |
| -- | ---- | ------------ | -------------------------------------------- |
| 1  | ВР   | Фінляндія    | Єссе Йоронен                                 |
| 2  | ЗХ   | Гвінея-Бісау | Фалі Канде (в оренді з «Меца»)               |
| 4  | ЗХ   | Індонезія    | Джей Ідзес                                   |
| 5  | ЗХ   | Суринам      | Ріджесіано Гапс                              |
| 6  | ПЗ   | США          | Джанлука Бузіо                               |
| 7  | ЗХ   | Італія       | Франческо Дзампано                           |
| 9  | НП   | Данія        | Крістіан Г'юткер                             |
| 10 | НП   | Еквадор      | Джон Єбоа                                    |
| 11 | ПЗ   | Італія       | Гаетано Орістаніо                            |
| 14 | ПЗ   | Італія       | Ганс Ніколуссі (в оренді з «Ювентуса»)       |
| 16 | ЗХ   | Італія       | Алессандро Маркандаллі (в оренді з «Дженоа») |
| 17 | ПЗ   | Гвінея       | Шейк Конде                                   |
| 18 | НП   | Чехія        | Даніель Філа                                 |
| 19 | НП   | Ісландія     | Б'яркі Б'яркасон                             |
| 21 | ЗХ   | Бельгія      | Річі Саградо                                 |

| №  | Поз. | Нац.      | Гравець                                  |
| -- | ---- | --------- | ---------------------------------------- |
| 22 | ПЗ   | Словенія  | Домен Чрнигой                            |
| 23 | ВР   | Італія    | Матео Гранді                             |
| 24 | ПЗ   | Італія    | Алессіо Дзербін (в оренді з «Наполі»)    |
| 25 | ЗХ   | Бельгія   | Йоель Шингтьєн                           |
| 28 | ВР   | Румунія   | Йонуц Раду                               |
| 30 | ЗХ   | Австрія   | Міхаель Свобода                          |
| 32 | ПЗ   | Гана      | Альфред Данкан                           |
| 33 | ЗХ   | Хорватія  | Марин Шверко                             |
| 35 | ВР   | Сербія    | Філіп Станкович (в оренді з «Мілана»)    |
| 71 | ПЗ   | Іспанія   | Кіке Перес                               |
| 77 | ПЗ   | Ісландія  | Мікаель Еллертссон (в оренді з «Дженоа») |
| 79 | ЗХ   | Аргентина | Франко Карбоні (в оренді з «Мілана»)     |
| 80 | ПЗ   | Марокко   | Саад Ель-Хаддад                          |
| 97 | ПЗ   | Італія    | Ісса Думбія                              |
| 99 | НП   | Хорватія  | Мірко Марич (в оренді з «Монци»)         |

## Досягнення
- Чемпіонат Італії:
  - Срібний призер (1): 1911-12
  - Бронзовий призер (1): 1941-42

- Кубок Італії:
  - Володар (1): 1940-41
  - Фіналіст (1): 1942-43